# Elección de gobernador regional de Los Lagos de 2021
La elección de gobernador regional de Los Lagos de 2021 se realizará el 15 y 16 de mayo de 2021, así como en todo Chile, para elegir a los responsables de la administración a nivel regional.

## Sistema electoral
El gobernador regional es elegido por sufragio universal, en un sistema de segunda vuelta. El margen para resultar electo en la primera ronda de votación es un 40% de los votos válidamente emitidos. Si ninguna candidatura logra el 40% de los votos válidamente emitidos, hay una segunda vuelta entre las dos más votadas.
Dura cuatro años en el ejercicio de sus funciones y puede ser reelegido como máximo en una ocasión.

## Resultados

### Primera vuelta
Con el 100 % de los votos escrutados.
|  | 36,45 % |

|  | 25,75 % |

|  | 16,28 % |

|  | 11,91 % |

|  | 9,62 % |

|  | 89,61 % |

|  | 2,75 % |

|  | 7,64 % |

|  | 100,00 % |

|  | 41.29 % |

### Segunda vuelta
|  | 62.40 % |

|  | 37.60 % |

|  | 97.98 % |

|  | 1.48 % |

|  | 0.54 % |

|  | 100 % |

|  | 12.77 % |